# 尋ね人の時間
尋ね人の時間（たずねびとのじかん）は、昭和中期に放送されたNHKラジオ第1放送の番組の通称。正式名称は尋ね人（たずねびと）。「『尋ね人』の時間です」とアナウンスされたことから、『尋ね人の時間』が番組の呼称として親しまれた。
この項目では、同時期に並行して放送された復員だより（ふくいんだより）、引揚者の時間（ひきあげしゃのじかん）についても記述する。

## 概要
外地からの引き揚げ船の入港予定や乗船名簿の告知、外地残留同胞の状況などの情報を取り扱う『復員だより』『引揚者の時間』の両番組と、聴取者から送られた十五年戦争（支那事変・大東亜戦争・太平洋戦争・第二次世界大戦）終結後の混乱の中で連絡不能になった人物の特徴を記した手紙の内容をNHKのアナウンサーが朗読し、消息を知る人や、本人からの連絡を番組内で待つという構成の『尋ね人（アナウンサー呼称：尋ね人の時間）』が、昭和20年代には別々の番組として設けられていた。船による引き揚げが一段落した1957年（昭和32年）、『引揚者の時間』が打ち切られ、『尋ね人』に集約された。
オンエアに乗った依頼の総数はNHKが旧法社団法人だった1949年（昭和24年）3月までの3年間だけで19,515件に上ったことが、NHK放送博物館およびNHK放送文化研究所の調べで明らかになっている。その約1/3にあたる6,797件が尋ね人を探し出せたとされる。

### 内容
依頼人の手紙の内容が端的にまとめられ、番組の題に即した要旨がアナウンサーによって淡々と抑揚なく読み上げられた。
具体的には、次のような読み上げが行われた。
- 昭和20年春、○○部隊に所属の××さんの消息をご存じの方は、日本放送協会の『尋ね人』の係へご連絡下さい。
- シベリア抑留中に○○収容所で一緒だった○山○夫と名乗った方をご存じの方は、日本放送協会の『尋ね人』の係へご連絡下さい。
- 旧満洲帝國竜江省（嫩江省を経て現・黒竜江省）チチハル市の○○通りで鍛冶屋をされ、「△△おじさん」と呼ばれていた方。上の名前（あるいは、苗字）は判りません。
- ラバウル（現・パプアニューギニア）航空隊に昭和19年3月まで居たと伝え聞く○○さん、××県の△△さんがお捜しです。
- 昭和○○年○月に舞鶴港に入港した引揚船「雲仙丸」で「△△県の出身」とおっしゃり、お世話になった丸顔の○○さん。
- これらの方々をご存じの方は、日本放送協会まで手紙でお知らせ下さい。手紙の宛先は東京都千代田区内幸町[注釈 1]、内外（うちそと）の内、幸いと書いて「うちさいわいちょう」です。

対象者は復員兵、引揚者、シベリア（旧：ソビエト連邦ロシア・ソビエト社会主義共和国。現・ロシア連邦）抑留者、戦中時に知り合った兵隊仲間など様々であり、依頼者の多くは同様の立場や境遇にあったか、戦時・戦後の混乱でやむを得ず離別した人であった。関係性でみると、依頼人と対象者とは親族、友人、戦友、知り合い同士などであった。なかには、日本に復員したにもかかわらず本人の意思で故郷に戻らない傷痍軍人や、復員していない残留日本兵と思われる者を尋ねる内容もあったという。

依頼の中には、GHQに所属する日系二世の駐留軍人からのものもあったという。しかし、CIE局員のフランク・正三・馬場（馬場も日系二世である）が、「アメリカ国籍者からの依頼には対応すべきでない」と判断したために、採用が見送られたとされる。

### 放送時期・時間
- 復員だより - 1946年（昭和21年）1月から1947年（昭和22年）2月[5]。終了時期は南方からの復員が一段落した時期と重なる
- 尋ね人 - 1946年（昭和21年）7月1日[6]から1962年（昭和37年）3月31日[5][7]
- 引揚者の時間 - 1947年（昭和22年）7月から1957年（昭和32年）3月[5]

放送時間の全容については、たびたび移動していたとみられたり、同時期資料での記述がまちまちであったりして、はっきりしない。
ただ、終戦後15年以上も定時放送が継続されていたために、多くの人が流しっぱなしのラジオから一度はこの番組を耳にした経験があるといわれ、1950年代前半以降に民放ラジオが相次いで開局した後も極めて高い聴取率を維持していたとされる。井上ひさし作の戯曲『私はだれでしょう』には、当番組の聴取率が21世紀の現代に換算して実に90%相当に達したという台詞がある。

## その他
- 戦後50年の節目にあたる1995年に、テレビ朝日系列で『戦後50年企画 尋ね人の時間』が放送された[8]。
- 新井満の小説に、同名の『尋ね人の時間』がある（第99回芥川賞受賞作）が、関連はない。
- 井上ひさしは、当番組をもとに戯曲『私はだれでしょう』を執筆し（前述）、こまつ座によって、2007年1月22日から2月25日、紀伊國屋サザンシアターにて上演された[9][10]。同演目では「聴取率90%」とされる同番組のスタッフが描かれ、GHQによる番組内容の検閲により、広島や長崎の原爆被爆者を尋ねる依頼は読み上げられなかった、といった場面が創作されている。
- 横溝正史の推理小説『獄門島』の中で、登場人物が『復員だより』を聞いている場面があり、金田一耕助の推理の材料の一つとなっている。